# Ленски рејон (Јакутија)
Ленски рејон или Ленски улус (рус. Ленский район) је један од 34 рејона Републике Јакутије у Руској Федерацији. Налази се на југозападу Јакутије, у предјелу Приленске висоравни и заузима површину од 77.000 км². Административни центар рејона је насеље Ленск. Главна ријека је Лена, са њеним притокама.
Укупан број становника рејона је 38.618 људи (2010).